# Michail Jakimovitj
Michail Ivanovitj Jakimovitj (ryska: Михаил Иванович Якимович), född 12 december 1967 i Slutsk i dåvarande Vitryska SSR i Sovjetunionen, är en vitrysk före detta sovjetisk handbollsspelare. Han är högerhänt och spelade i anfall som vänsternia.
Han tog OS-guld i herrarnas turnering i samband med de olympiska handbollstävlingarna 1992 i Barcelona.

## Meriter
Klubblag
- Europacupen / EHF Champions League: 5 (1987, 1989, 1990 (med SKA Minsk), 1994 (med Teka Cantabria) och 2001 (med Portland San Antonio))
- Cupvinnarcupen: 4 (1988 (med SKA Minsk), 1998 (med Teka Cantabria), 2000 och 2004 (med Portland San Antonio))
- EHF-cupen: 1 (1993 (med Teka Cantabria))
- Europeiska supercupen: 2 (1989 (med SKA Minsk) och 2000 (med Portland San Antonio))